# Episodi di Una bionda per papà (quarta stagione)
La quarta stagione della serie televisiva Una bionda per papà, composta da 24 episodi, è andata in onda sul canale ABC dal 23 settembre 1994 al 19 maggio 1995.
| nº | Titolo originale                    | Titolo italiano            | Prima TV USA      | Prima TV Italia |
| -- | ----------------------------------- | -------------------------- | ----------------- | --------------- |
| 1  | Karate Kid                          | Karate Kid                 | 23 settembre 1994 |                 |
| 2  | College Bound                       | Tutti all'università       | 30 settembre 1994 |                 |
| 3  | Animal House                        | Animal House               | 7 ottobre 1994    |                 |
| 4  | Spoiled Sport                       | Liti in famiglia           | 14 ottobre 1994   |                 |
| 5  | Revenge of the Nerd                 | Non c'è due senza tre      | 21 ottobre 1994   |                 |
| 6  | Something Wild                      | Una ragazza diabolica      | 28 ottobre 1994   |                 |
| 7  | Growing Up is Hard to Do            | La difficoltà di crescere  | 4 novembre 1994   |                 |
| 8  | Beyond Therapy                      | Sottili equilibri          | 11 novembre 1994  |                 |
| 9  | The Ice Cream Man Cometh            | Gelataio in arrivo         | 18 novembre 1994  |                 |
| 10 | Letting Go                          | Piccole donne crescono     | 25 novembre 1994  |                 |
| 11 | Make Room for Daddy                 | Amori in corso             | 9 dicembre 1994   |                 |
| 12 | I'll Be Home for Christmas          | Pranzo di Natale           | 16 dicembre 1994  |                 |
| 13 | Can't Buy Me Love                   | Il coraggio di vivere      | 6 gennaio 1995    |                 |
| 14 | Thirtysomething                     | Amori e voglie             | 20 gennaio 1995   |                 |
| 15 | The Honeymoon is Over               | La luna di miele è finita  | 3 febbraio 1995   |                 |
| 16 | One Truck, Al Dente                 | Lezioni di guida           | 10 febbraio 1995  |                 |
| 17 | Head of the Class                   | Lezioni di storia          | 17 febbraio 1995  |                 |
| 18 | Back to School                      | Ritorno a scuola           | 3 marzo 1995      |                 |
| 19 | She Came Through the Bedroom Window | Terapia d'urto             | 17 marzo 1995     |                 |
| 20 | Indecent Proposal                   | Proposta indecente         | 31 marzo 1995     |                 |
| 21 | Where Have You Gone, Joe Dimaggio?  | La scommessa               | 28 aprile 1995    |                 |
| 22 | Adventures in Babysitting           | Disavventura da babysitter | 5 maggio 1995     |                 |
| 23 | Big Girl on Campus                  | Un adolescente al campus   | 12 maggio 1995    |                 |
| 24 | A Foster/Lambert Production         | Benvenuta Lilly            | 19 maggio 1995    |                 |

## Karate Kid
- Titolo originale: Karate Kid
- Diretto da: Richard Correll
- Scritto da: Bob Rosenfarb

### Trama
Mark, nel desiderio di aumentare la sua autostima, entra in un corso di karate, ma viene continuamente sminuito dal suo istruttore per il suo fisico debole. Inizialmente pensa di mollare, ma poi Cody, che è una cintura nera, gli insegna i "trucchi del mestiere" e gli mostra i punti deboli dell'avversario, tanto che Mark alla fine riesce quasi a vincere il match con il suo avversario durante il grande torneo e, nonostante la sua sconfitta, conquista il rispetto degli altri.
- Guest star: Dale Jacoby (allenatore), Réal Andrews (arbitro), Michael Lipsett (Tommy), Justin Jacoby (compagno di classe)

## Tutti all'università
- Titolo originale: College Bound
- Diretto da: Richard Correll
- Scritto da: Julia Newton

### Trama
Dana impara una dura lezione di umiltà quando il suo professore le dà una F nel suo primo tema. Subisce così le prese in giro da parte della famiglia Lambert; in seguito decide di andare a lamentarsi dal suo professore, ma senza ottenere nulla. Inoltre scopre che Cody si è iscritto al suo stesso collage. Infine, JT entra in possesso di una carta di credito: pensando di poter spendere tutto quello che vuole, finisce presto nei guai.
- Guest star: Oliver Muirhead (professore)

## Animal House
- Titolo originale: Animal House
- Diretto da: Patrick Duffy
- Scritto da: Brian Bird e John Wierick

### Trama
Nel desiderio di acquistare credibilità presso i suoi coetanei, Cody decide di entrare a far parte di una confraternita. Cambierà però idea quando un suo confratello si spingerà un po' oltre con Karen. Inoltre, Brendan entra a far parte della band scolastica, ma con scarsi risultati.
- Guest star: Johnny Moran (Chad), Judd Trichter (Deke), Dylan Haggerty (Koepecke), Christa Sauls (ragazza al party #1), Jennifer Manasseri (ragazza al party #2)

## Liti in famiglia
- Titolo originale: Spoiled Sport
- Diretto da: William Bickley
- Scritto da: Richard Griffard e Howard Adler

### Trama
Frank si sottopone ad un colloquio per diventare commentatore sportivo per la radio locale, ma viene rifiutato e a lui viene preferita Carol. Frank è inizialmente deluso per questa decisione, ma alla fine capisce che Carol merita questo incarico. Ma lei capisce che questo lavoro non fa per lei e dunque si fa da parte. Cody prenderà il suo posto.
- Guest star: Joseph Malone (Jack Pennington)

## Non c'è due senza tre
- Titolo originale: Revenge of the Nerd
- Diretto da: Patrick Duffy
- Scritto da: Bob Rosenfarb

### Trama
Karen partecipa a un concorso sperando di essere nominata reginetta della sua scuola.
- Guest star: Gordon Greenberg (Irwin Bird), Ric Coy (Brad)

## Una ragazza diabolica
- Titolo originale: Something Wild
- Diretto da: Richard Correll
- Scritto da: Julia Newton

### Trama
Ad Halloween una ragazza di cui Mark è innamorato spinge quest'ultimo a vestirsi come un cantante rock punk e a commettere vandalismi tirando uova sulle case.
- Guest star: Jason Behr (Larry), Bodhi Elfman (Gerry), Michelle Williams (J.J.), Diane Delano (poliziotto)

## Pranzo di Natale
- Titolo originale: I'll be home for Christmas
- Diretto da: Joel Zwick
- Scritto da: Brian Bird e John Wierick

### Trama
JT, convinto di essere troppo grande per celebrare le vacanze di Natale con la sua famiglia, decide di trascorrerle sciando con i suoi amici. Nonostante Frank preferisca decisamente che JT resti a casa, gli dice di non aver nulla in contrario e lo lascia partire. Ma quando arriva in montagna, il giovane viene preso dalla nostalgia e vuole tornare a casa; ma, per non voler ammettere di aver fatto un errore, JT cerca di evitare di manifestarsi direttamente col padre ma chiede a Cody di dargli una mano e di convincere Frank ad andare a prenderlo. Quando Frank arriva, dopo avergli spiegato il suo ruolo nella famiglia e che tutti lo volevano a casa, JT decide di tornare a casa.
- Guest star: Jason Behr (Larry), Doris Roberts (zia Edna), Megan Pryor (Gabrielle), Jason Allen (Phil), Bodhi Elfman (Garry), Aaron Lohr (Lundy)

## La luna di miele è finita
- Titolo originale: The Honeymoon is Over
- Diretto da: Patrick Duffy
- Scritto da: Maria A. Brown

### Trama
Mark invita la sua ragazza Gabrielle a passare un week-end da lui. Mentre questo le fa vedere il suo computer, la giovane si accorge di una rivista di donne in bikini, e chiede al suo giovane uomo di cestinarla, in quanto questa tratta la donna come un oggetto sessuale. Questo inizialmente accetta di farlo, ma poi JT interviene e lo mette in guardia dal farsi comandare troppo dalla ragazza, spiegandogli che in seguito questa gli avrebbe anche imposto di vestirsi in un certo modo e mangiare solo quello che dice lei. A cena, puntualmente, tutto ciò si verifica: prima Gabrielle costringe Mark a mangiare i fagiolini, poi gli chiede di mettersi un maglione che le piace particolarmente. A questo punto Mark scoppia e se ne va in camera sua. Il giovane poi si pente, ma JT lo convince a non scusarsi con lei; nello stesso tempo, anche Gabrielle vorrebbe chiedergli scusa, ma Dana e Karen glielo impediscono. Alla fine lo scontro fra i sessi si conclude con una rappacificazione tra i due giovani innamorati. Intanto, Carol regala a Frank per il suo compleanno un paio di "slip da uomo modello bikini", che questo non gradisce affatto, perché li trova troppo poco "maschili" e avrebbe preferito un congegno per catturare le trote
- Guest star: Megan Pryor (Gabrielle)

## Lezioni di guida
- Titolo originale: One Truck, Al Dente
- Diretto da: Howard Adler
- Scritto da: Richard Griffard e Richard Correll

### Trama
Al, che sta imparando a guidare, è impaziente di percorrere i suoi primi chilometri, ma rimane delusa del fatto che Frank non ha mai un attimo di tempo per aiutarla. Così la giovane decide di chiedere assistenza a JT, approfittando che i genitori sono dal medico. Ma nell'uscire dal garage, Al picchia la macchina contro il muretto, provocando un grosso danno. I due giovani provano a rimediare al danno, ma Frank presto si accorge di questo e mette i due in punizione.  Nel frattempo Dana toglie i denti del giudizio, ma l'anestetico che le viene dato le dà alla testa: la giovane gira per la casa vestita come una giamaicana cantante di musica reggae e dando i numeri.
- Altri interpreti: Debra Mooney (infermiera)